# Guda von Dalberg
Guda von Dalberg (genannt seit 1464; † 1518) war 1494–1506 Priorin des Klosters Maria Himmelskron in Horchheim und später des Klosters Marienberg in Boppard.

## Herkunft
Guda war eine Tochter von Wolfgang III. Kämmerer von Worms, genannt von Dalberg (1426–1476), und seiner Frau, Gertrud von Greiffenclau zu Vollrads. Einer der Brüder von Guda war Johann III. (1455–1503), Bischof von Worms (1482–1503).

## Leben
Guda wurde zunächst Nonne im Kloster Marienberg in Boppard. 1494 wurde sie Priorin des Dominikanerinnen-Klosters Maria Himmelskron in Horchheim, heute ein Stadtteil von Worms. Bereits 1482 war ihr Bruder Johann zum Bischof von Worms gewählt worden. Als Priorin amtierte sie dort bis 1506, bis drei Jahre nach dem Tod ihres Bruders. Sie kehrte anschließend ins Kloster Marienberg zurück, wo sie zu einem nicht bekannten Zeitpunkt ebenfalls Priorin wurde. Als solche ist sie dort 1515 und in ihrer Grabinschrift bezeugt.
In dieser Zeit sind eine Reihe weiterer Frauen aus der Familie von Dalberg und der verwandten Familie der Kämmerer von Worms als Nonnen in Kloster Marienberg. Apollonia von Dalberg, eine Nichte von Guda, folgte im Jahr des Todes von Guda, im April 1518, als Äbtissin der verstorbenen Cäcilia von Ingelheim nach und amtierte bis 1524.
Als Guda 1518 starb, erhielt sie eine Grabplatte, die aber nicht erhalten ist und bei dem Großbrand 1738 oder dem anschließenden Wiederaufbau des Klosters zerstört wurde. Ein Teil der Inschrift der Grabplatte ist aber überliefert: Anno 1518 obiit soror Guda de Dalberg priorissa („Im Jahr 1518 starb Schwester Guda von Dalberg, Priorin“).